# ドクターの娘
「ドクターの娘」（ドクターのむすめ、原題: "The Doctor's Daughter"）は、イギリスのSFドラマ『ドクター・フー』の第4シリーズ第6話。2008年5月10日に BBC One で放送された。
本作の舞台は惑星メッサラインであり、本作ではシリーズの主人公であるタイムトラベラーの異星人10代目ドクター（演:デイヴィッド・テナント）からクローン技術で生まれた娘ジェニー（演:ジョージア・モフェット）が登場した。本作では人類の子孫と異星人の先駆種族ハースが対立し、両陣営がソースと呼ばれる失われた人工物を使って互いを滅ぼそうとする。さらにドクターは、ジェニーを自身の本当の娘として認めるようになる。

## 製作

### 脚本
ラッセル・T・デイヴィスは本作が「缶に書いてあることを正確に実行する」("does exactly as it says on the tin)と述べた。ジェニーは当初デイヴィスが "Generic Spaceship Room" と呼んだ場所で死亡する予定であったが、プロデューサーのフィル・コリンソンはそのシーンの撮影をスウォンジーの植物ガーデンプランタジアで撮影することを提案した。エピソードの終わりにジェニーが生き返るのはスティーヴン・モファットのアイディアであった。

### キャスティング

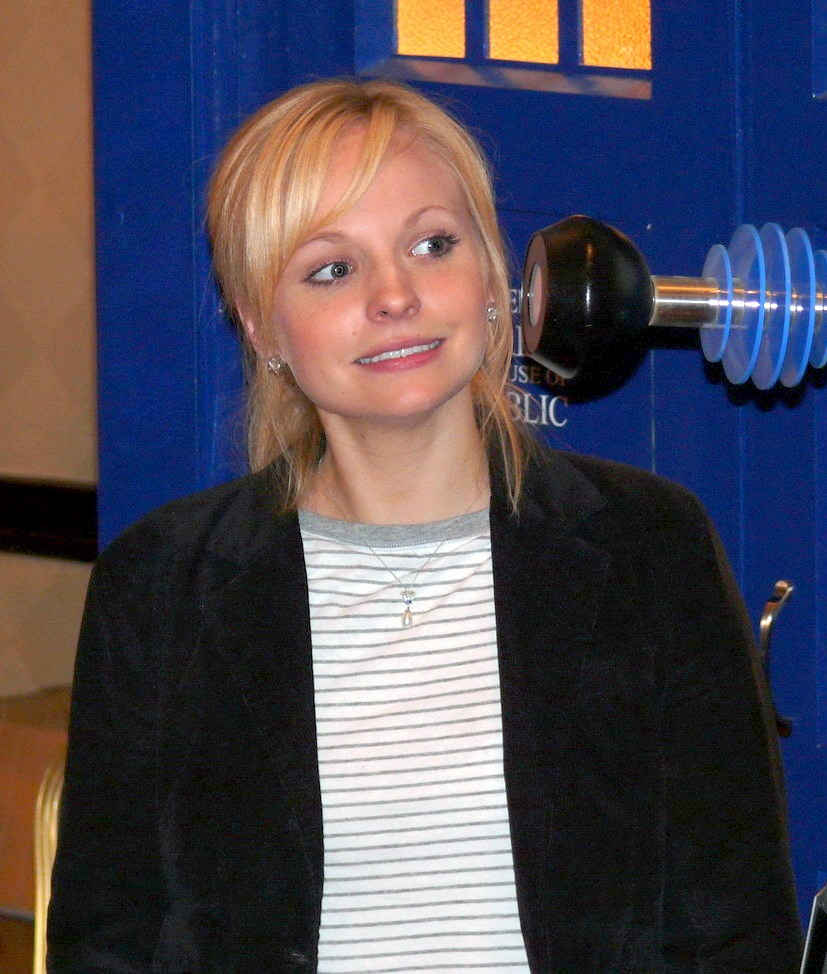
タイトルにもなった登場人物ジェニーを演じたジョージア・モフェット。5代目ドクター役のピーター・ディヴィソンの娘。

ジェニーを演じるジョージア・モフェットは、5代目ドクターを演じたピーター・ディヴィソンとドラマ版『銀河ヒッチハイク・ガイド』に出演した女優サンドラ・ディッキンソンの実の娘である。デイヴィッド・テナントは本作について「ドクターの娘が演じるドクターの娘を見る機会だ」と述べた。モフェットは2007年に「アガサ・クリスティ失踪の謎」の役のオーディションを受けていた。彼女のジェニー役は父親ゆえに選ばれたのではなく全くの偶然であるが、それにも拘わらず、シリーズにとっては "大きなPRの大当たり "となった。モフェットは以前父と共に Big Finish のオーディオ Red Dawn とドラマシリーズ Fear, Stress & Anger に出演した。Doctor Who Confidential にて、ピーター・ディヴィソンはチルドレン・イン・ニードでのスペシャルエピソード Time Crash の撮影を終えた後でジョージアに「今度はお前の番だ」と告げたと主張した。
テナントとモフェットは今作で出会い、撮影の後に交際を初めて2011年12月31日に結婚した。

## 放送と評価
「ドクターの娘」の非公式に開示された視聴者数は660万人、番組視聴占拠率は38.4%に達した。最終的に算出された視聴者数は733万人に上った。大多数の番組が前の週より視聴率が低下する中、『ドクター・フー』は視聴者を増やしていた。その週で最も視聴率の高かった番組の座はITVの『ブリテンズ・ゴット・タレント』に譲ったものの、その視聴者数は817万人で先週を下回った。『ドクター・フー』はその日の BBC One の番組の中で、そしてどの局の番組よりも高い視聴率を誇った。Appreciation Index は88 ("excellent") を記録した。
「ドクターの娘」は複雑なレビューを受けた。タイムズ紙のデイヴィッド・チャターは本作を「力強いエピソード。面白く、エキサイティングで、異様に感動的」と表現した。Den of Geek! のマーティン・アンダーソンは「少々良いが、ストーリーに酷い欠陥がある」と主張した。彼は本作が"マレイ・ゴールドの絶え間ない音楽で害されている"『ドクター・フー』のエピソードであるとも指摘した。また、彼は「急いで駆け抜ける暗いチープな廊下やドクターが平和に導くための敵対する人員不足の2つの派閥があって、トム・ベイカー時代の『ドクター・フー』の匂いが極めて強い」と表現した。SFX のイアン・ベリマンは、通路を上り下りするシーンでレニー・ゲンリーの The Lenny Henry Show に登場した1985年の『ドクター・フー』のパロディを思い出すとコメントした。ベリマンは本作を迫力に欠けると評し、ジェニーが登場してすぐ死ぬのではないかと疑っていたため彼女に注意を払うことが難しかったとした。彼ははまあまあ面白いと評価したが、予算の制約から「ストーリーがとても閉鎖的に感じられる」と主張し、『宇宙大作戦』に例えられた本作のプロットは軍国主義やクローン技術が取り上げられている点で本作の直前にあたるソンターランの「侵略前夜」「死に覆われた星」に似すぎているとも主張した。Newsround のリゾ・ムジンバもまた、ソンターラン二部作と似ていることを指摘した。本作の最大の問題は膨大な量を45分に詰め込もうとしたため、興味深く新しいアイディアの大部分は値すべき注目を得られず、結果として視聴者が人間と兵士とハースのいずれにも注力できず、危険や脅威といった感覚が制限されてしまっていることである、と彼は力説した。
さらに、ムジンバは「侵略前夜」で再登場して以降マーサとドクターが同時に画面に映っているシーンが少ないため、本作で彼女が離脱する感動的なインパクトが減っているとも意見した。彼はモフェットについて見事だと述べ、ベリマンも彼女をとても可愛いと評価した。ベリマンはテナントの演技を称賛したが、アンダーソンはテナントが叫びすぎだと提唱した。アンダーソンは「ドクターの良心としてのドナの役割が形を成し始めた」と強く主張し、これをコンパニオンにおいて斬新で気持ちの良い物であると表現し、「テイトは不快でイライラする声をトーンダウンした」と指摘した。